# Мілітаризація
Мілітаризація — поширення військових законів та дисциплін на цивільні галузі господарства, економіку; паралельно, нарощування військової потужності держави через механізми іноземних та державних органів у сфері економіки, політики та соціуму, спрямовані. Мілітаризація пов'язана з мілітаризмом, який є ідеологією, що відбиває рівень мілітаризації держави і пов'язаний з прославлянням військових, військової могутності та її нарощування.
Політику мілітаризації особливо активно проводила Німеччина перед Першою світовою війною.
Уже у 21 ст. естафету мілітаризації значно поширила країна з ядерним озброєнням — Росія.